# Adele Marcus
Adele Marcus (* 22. Februar 1906 in Kansas City/Missouri; † 3. Mai 1995 in New York City) war eine US-amerikanische Pianistin und Musikpädagogin.

## Leben
Marcus wurde in Kansas City als jüngstes von dreizehn Kindern des Rabbiners Jacob B. Marcus und seiner Frau Rebecca geboren und wuchs in Los Angeles auf. Gemeinsam mit ihrer Schwester Rosamund nahm sie Klavierunterricht bei Desider Josef Vecsei und Alexis Kall, und beide traten im Duo als musikalische Wunderkinder auf. Ab 1921 studierte sie in New York bei Josef Lhévinne, dessen Assistentin sie für sieben Jahre wurde, außerdem studierte sie auch bei Artur Schnabel in Wien.
Sie gewann 1928 den Naumburg Award und debütierte 1929 in der New Yorker Town Hall mit einem Programm mit Werken von Johann Sebastian Bach, Johannes Brahms, Franz Liszt, Isaac Albéniz, Nikolai Medtner, Alexander Skrjabin und Frédéric Chopin. In der Folgezeit trat sie 1930–31 in Deutschland und darauf mit den großen Sinfonieorchestern der USA auf und gab Recitals u. a. in der Carnegie Hall, der Avery Fisher Hall und der Alice Tully Hall.
Von 1954 bis 1990 unterrichtete Marcus an der Juilliard School. Hier zählten zu ihren zahlreichen Schülern Edward Aldwell, Augustin Aneivas, John Bayless, Horacio Gutiérrez, Jeffrey Biegel, Louise Barfield, Tzimon Barto, Cy Coleman, Horacio Gutierrez, Stephen Hough, Byron Janis, Norman Krieger, Panayis Lyras, Ken Noda, Jon Kimura Parker, Peter Orth, Jordan Rudess, Neil Sedaka, Daniel Epstein, Jeffrey Swann und Jennifer Hayghe. Daneben gab sie weltweit Meisterklassen und gründete 1980 in Norwegen ein sommerliches Klavierfestival.